# 第5世代ジェット戦闘機

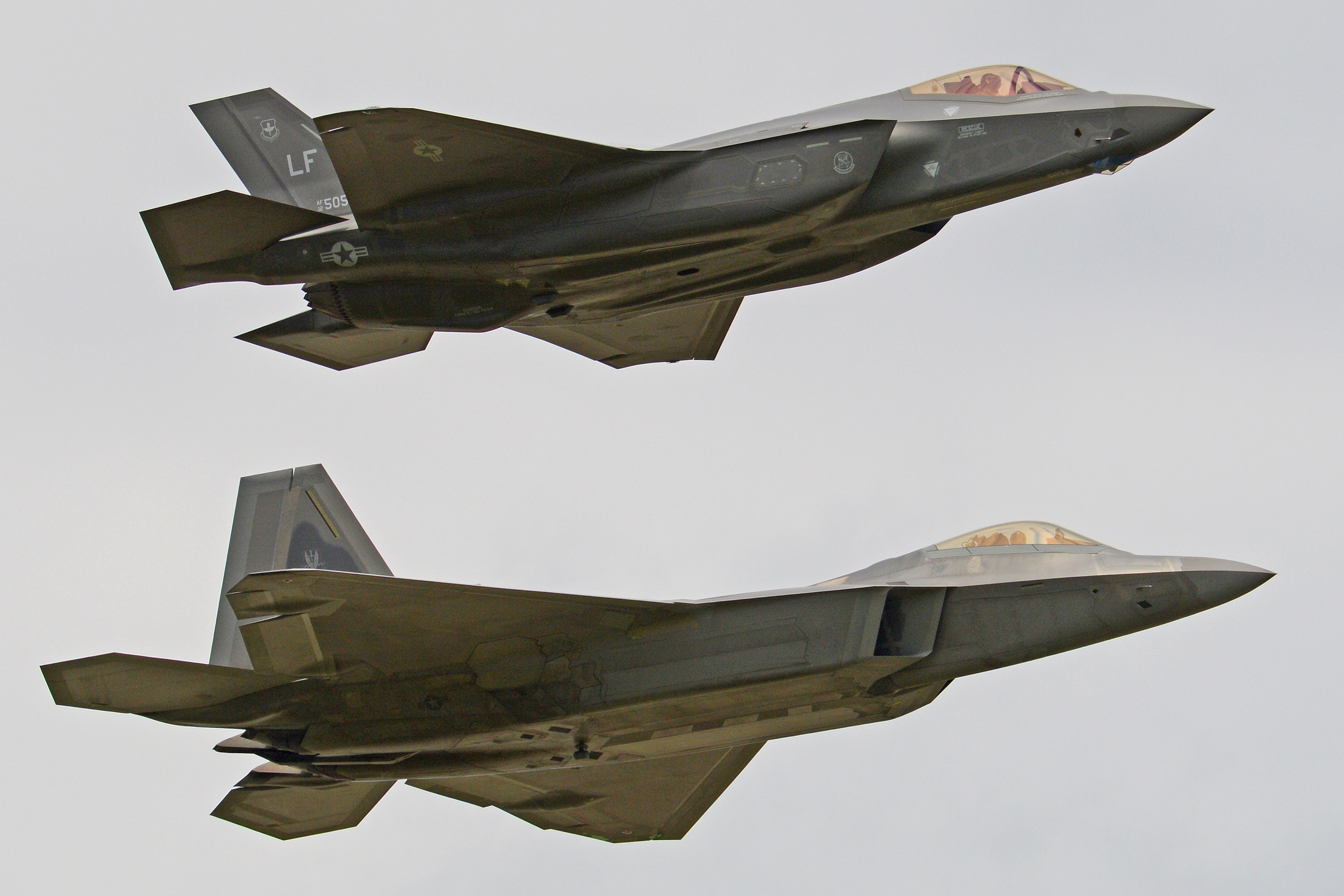
共に第5世代ジェット戦闘機であるF-22とF-35

第5世代ジェット戦闘機（だい5せだいジェットせんとうき、英語:5th generation jet fighter）とは、それまでの戦術航空機での戦訓と技術の進歩から1980年代に概念が打ち立てられ、おおよそ2000年代から運用が始められたジェット戦闘機の一群のことをいう。
代表的な第5世代ジェット戦闘機としては、アメリカ合衆国のF-22とF-35、中国のJ-20、 ロシアのSu-57などが挙げられる。

## 概要

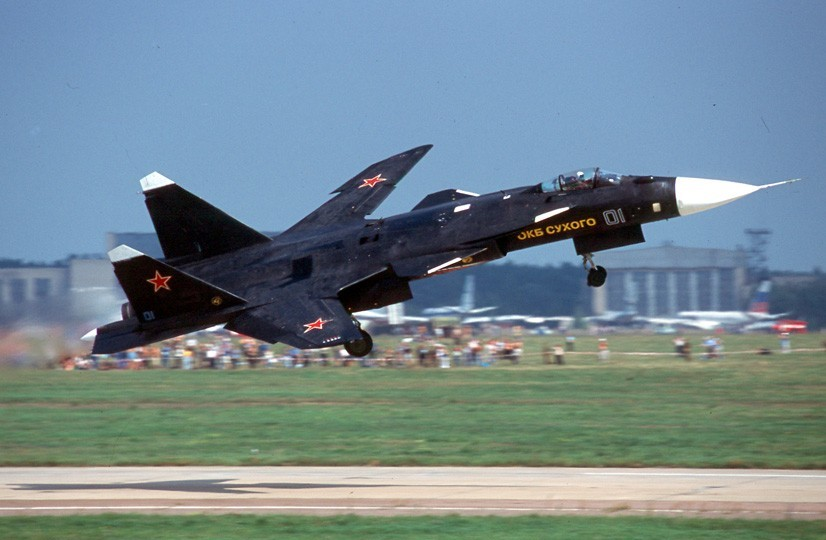
Su-47

第5世代ジェット戦闘機の概念は、1981年にアメリカ空軍から提案された先進戦術戦闘機計画まで遡る。この提案によれば、「敵よりも先に発見し、先に（複数の敵機を）撃墜する」という条件を満たすよう規定されており、高度な火器管制装置とステルス性が求められていたことがわかる。
ただしアビオニクスについては急激な技術革新があったわけでなく、徐々に発達してきたものであり、また既存機のアップグレードも行われているため、世代間で隔絶した違いは無い。以前は第5世代の必要条件の一つと言われていたスーパークルーズ（超音速巡航）性能であるが、F-22はその能力はあるものの、F-35にはその能力は求められなかった（ただし結果としてスーパークルーズが可能ではある）。一方で、第4世代ないしそれ以前の前世代戦闘機でも意図したものではないがスーパークルーズ能力を有することがあることから、これも第5世代機の十分条件とは言えない。そのため第4世代ジェット戦闘機との大きな差異はステルス性以外には見当たらないといえる。ただ限定的なステルス性であれば、第4.5世代ジェット戦闘機には付与されていることがある。
ステルス性が第5世代ジェット戦闘機の要件として認知されるまでには、試行錯誤、紆余曲折があった。例えば極めて高度なCCV設計や、推力偏向を採用したジェットエンジンなど、より高度な運動性の追求が次世代戦闘機の条件と考えられた事もある。そのためX-29のような前進翼機や、通常の尾翼形式にさらにカナードを付加したCCV実験機が、研究されたこともある。しかしながら前進翼やカナード形式はステルス性を損なうことが判明し、先行して実用化されたステルス攻撃機のF-117が高い実績を残したことなどから、そうした高運動性は第5世代ジェット戦闘機の要件から外されてしまった。例えばスホーイ社はSu-47を「第5世代ジェット戦闘機」として発表したものの、方向性としては完全に外れてしまい、ついに次世代戦闘機として認知されずに終わった。しかし、中国ではカナード形式の第5世代ジェット戦闘機の開発が行われ、J-20となった。
ステルス性が第5世代ジェット戦闘機の要件となったため、マルチロール機という点では、第5世代ジェット戦闘機のステルス性を保った状態における武器積載量は、第4世代ジェット戦闘機に比べれば見劣りする。しかし航続距離では増槽なしでも可能な限りフル装備の第4世代機に伍するよう配慮されており、さらにステルス性を考慮しないミッションにおいて、従来どおりの機外兵装および増槽を使えば、その限りではない。
ロッキード・マーティン社は、第5世代ジェット戦闘機の特徴を「センサー・フュージョン」「ステルス」「（第4世代に勝る）性能」「より進歩した整備・保守性」と定義し、特にステルス性は当初から設計に含まれていなければならず、これらの特徴は後からの改修で付け加えられるものではないとしている。
ステルス性重視により機動性の優先度は低下したが完全に無用になったというわけではなく、探知技術の向上によるステルス性の低下、ステルス機同士の戦闘、敵機の領空侵犯からの戦闘等の有視界戦闘、ミサイル回避、地上攻撃などの対戦闘機戦闘以外で機動性が必要とされる可能性がある。ステルス性と機動性をどの程度のレベルで両立させるかは今後の課題であり、現状では開発国の思想によって異なる。

## 現状
第5世代ジェット戦闘機の配備は長らくアメリカ空軍のF-22Aのみにとどまっていたが、JSF計画によってアメリカ海兵隊で2015年からF-35B、2016年には空軍でF-35Aの運用が始まった。アメリカではその他に、空軍でF-22の戦闘爆撃機型のFB-22を計画していたが、予算面などの問題により中止された。
ヨーロッパでは、イギリス・イタリア・オランダ・トルコ・ノルウェーなどの国がJSF計画には参加している。
日本では航空自衛隊の次期主力戦闘機（F-X）として、当初はF-22を導入する意向であったが、生産停止などを受けて中止。ユーロファイター タイフーンやF/A-18E/F及びF-35Aを候補として選考を進め、2011年12月F-35Aの導入を決定、航空自衛隊にも第5世代ジェット戦闘機が導入されることとなる（関連項目参照）。
ロシアではロシア航空宇宙軍が、Su-57を2020年より運用開始したほか、 Su-75が開発中である。
中国ではJ-20が2017年に運用開始されたほかFC-31 (J-31) が開発中である。
その他、インドのAMCA や、トルコのTFXなど独自の第5世代機計画が存在する。

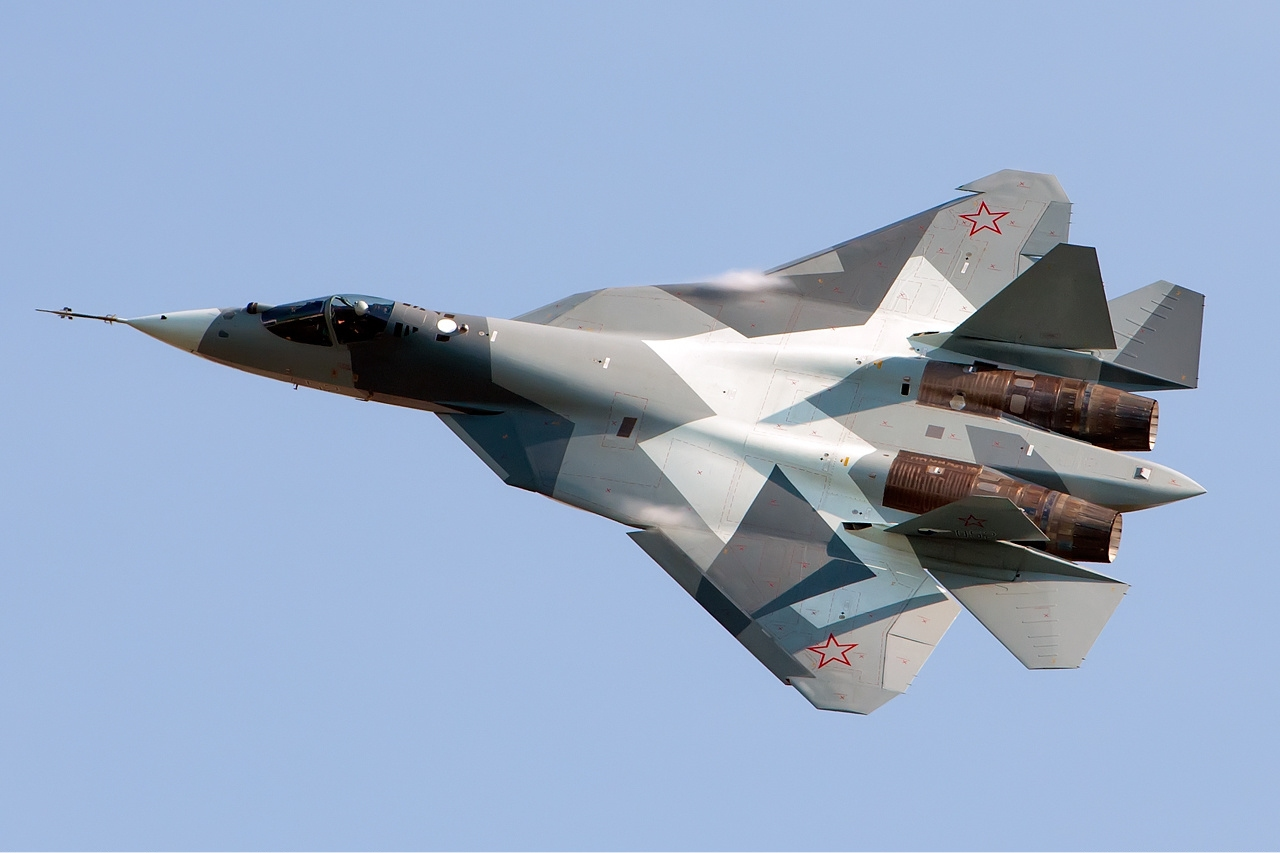
Su-57
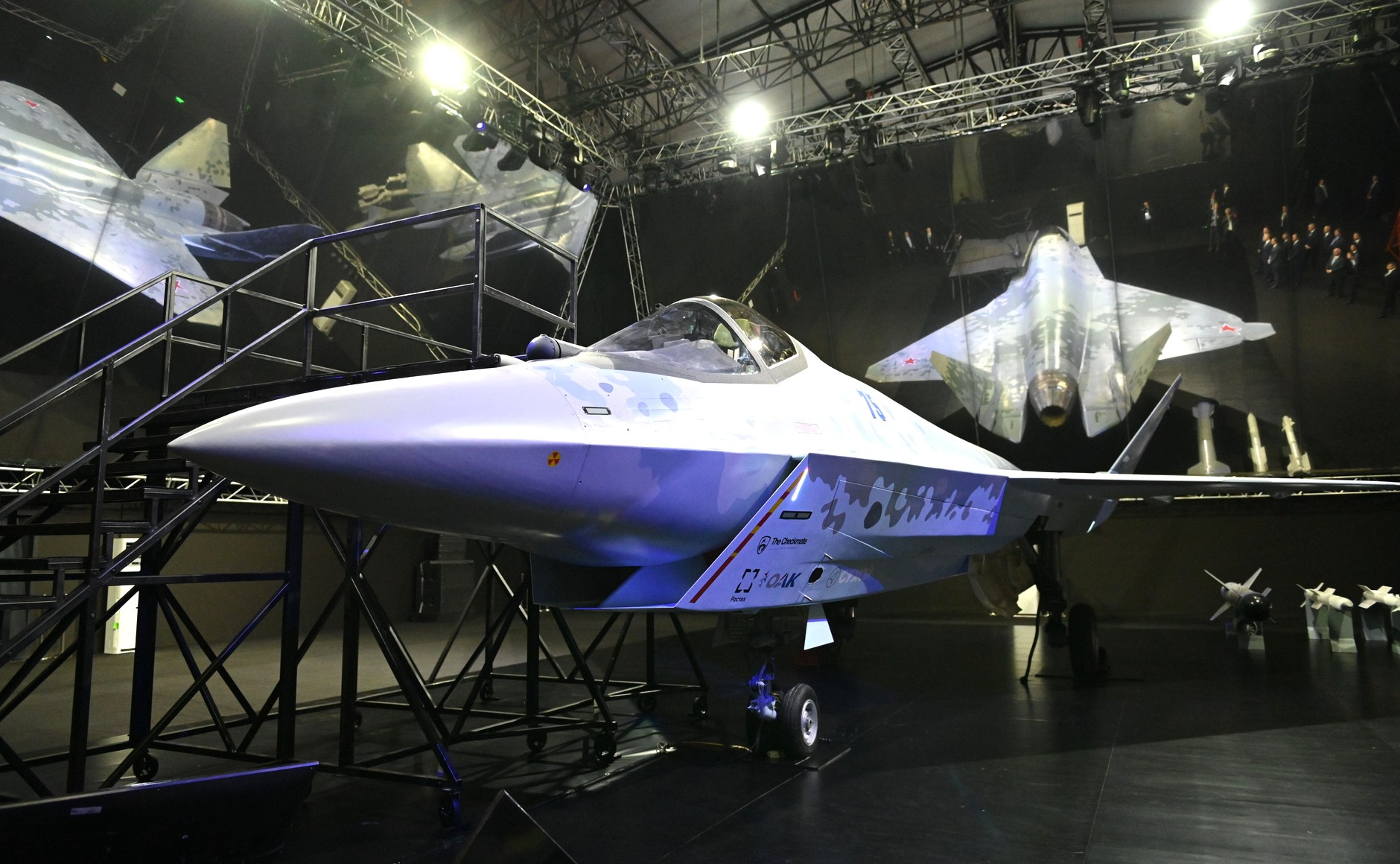
Su-75
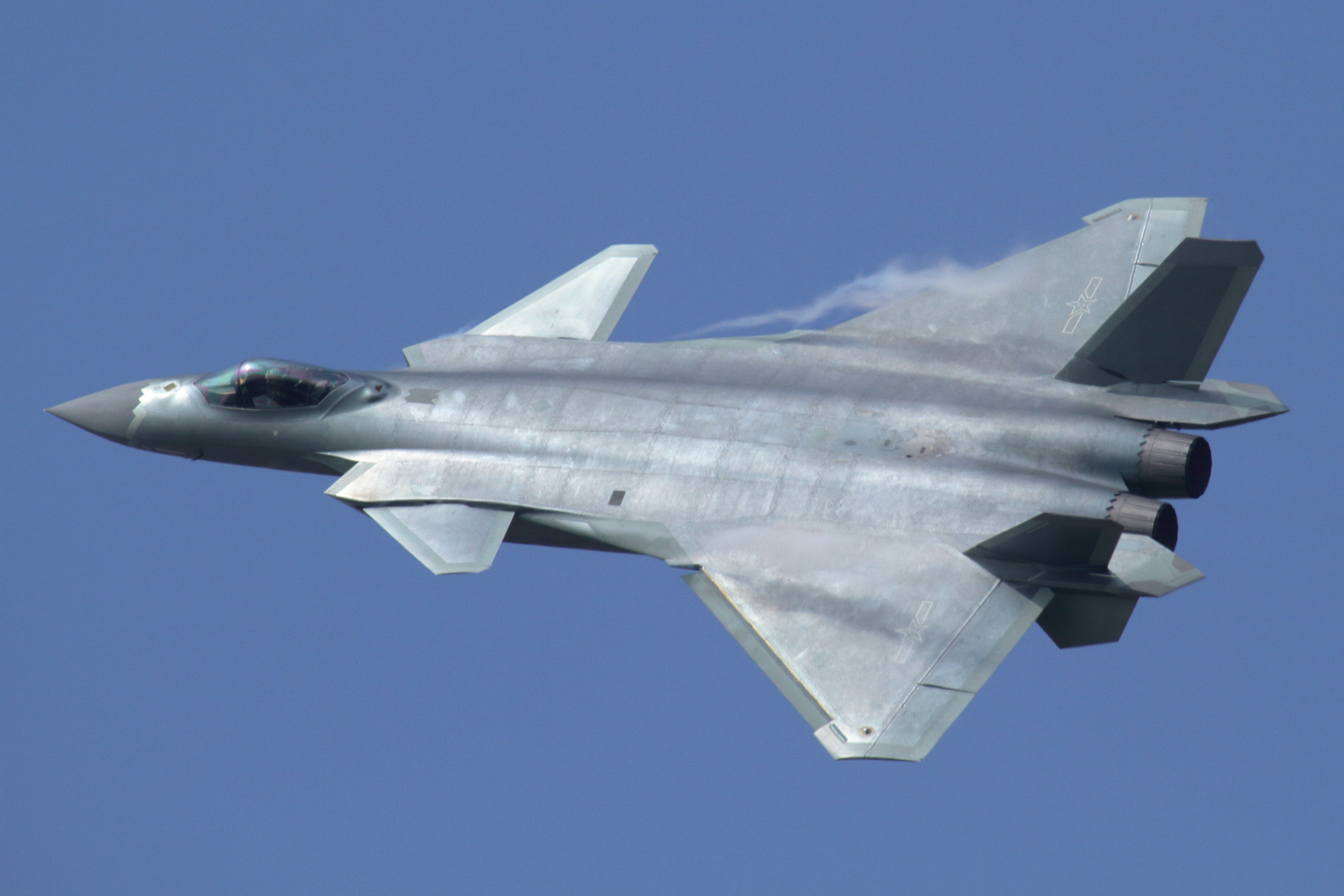
J-20
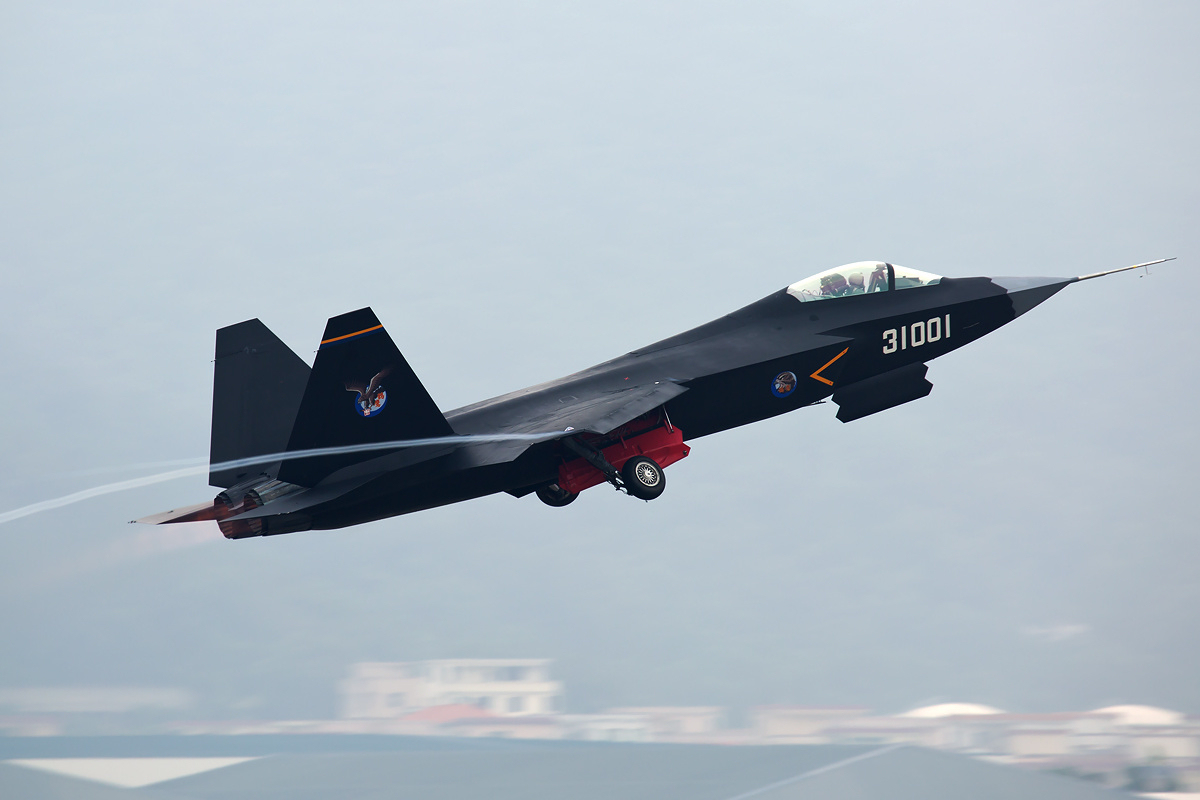
FC-31
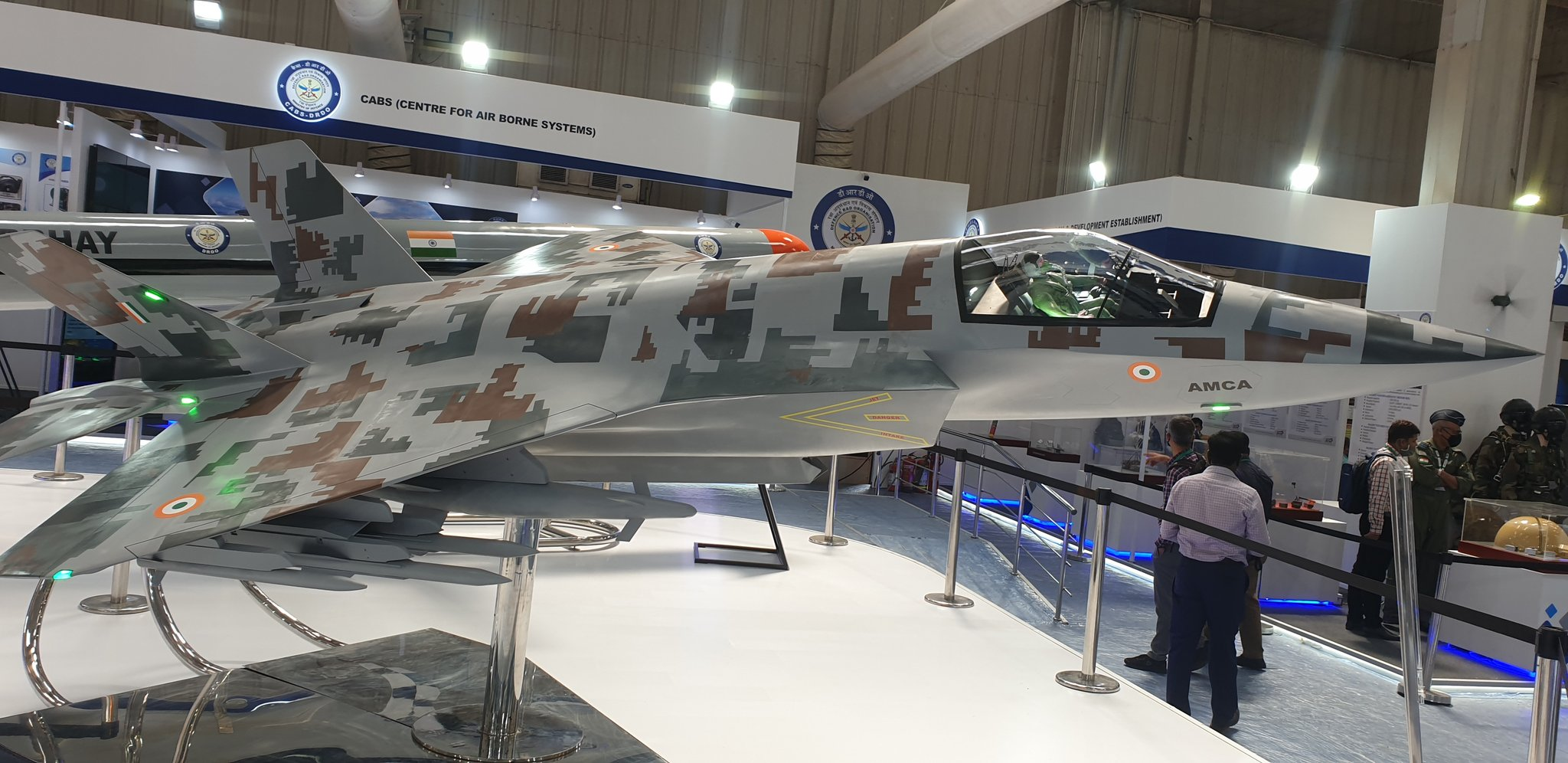
AMCA
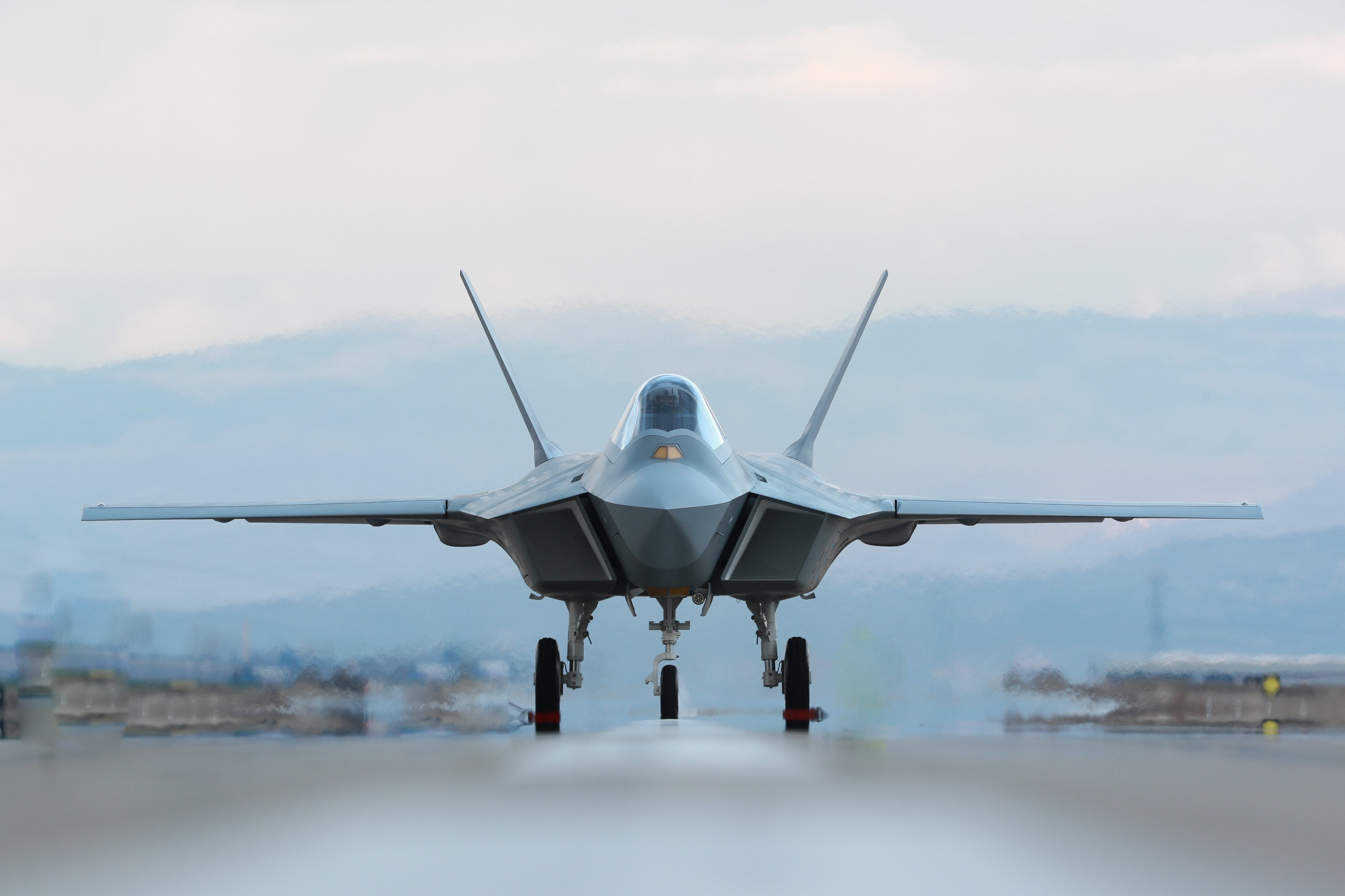
TFX

## 第5世代ジェット戦闘機
アメリカ合衆国
- ATF計画
  - F-22
  - YF-23 試作のみ
- JSF計画
  - X-32 試作のみ
  - F-35
- X-36 実験機（スケールモデルのみ）

 日本
- X-2 先進技術実証機（試験終了）

 イギリス
- BAE レプリカ 開発中止

 中国
- J-XX計画
  - J-20
  - FC-31 (J-31) 開発中
  - J-35 開発中

 スウェーデン

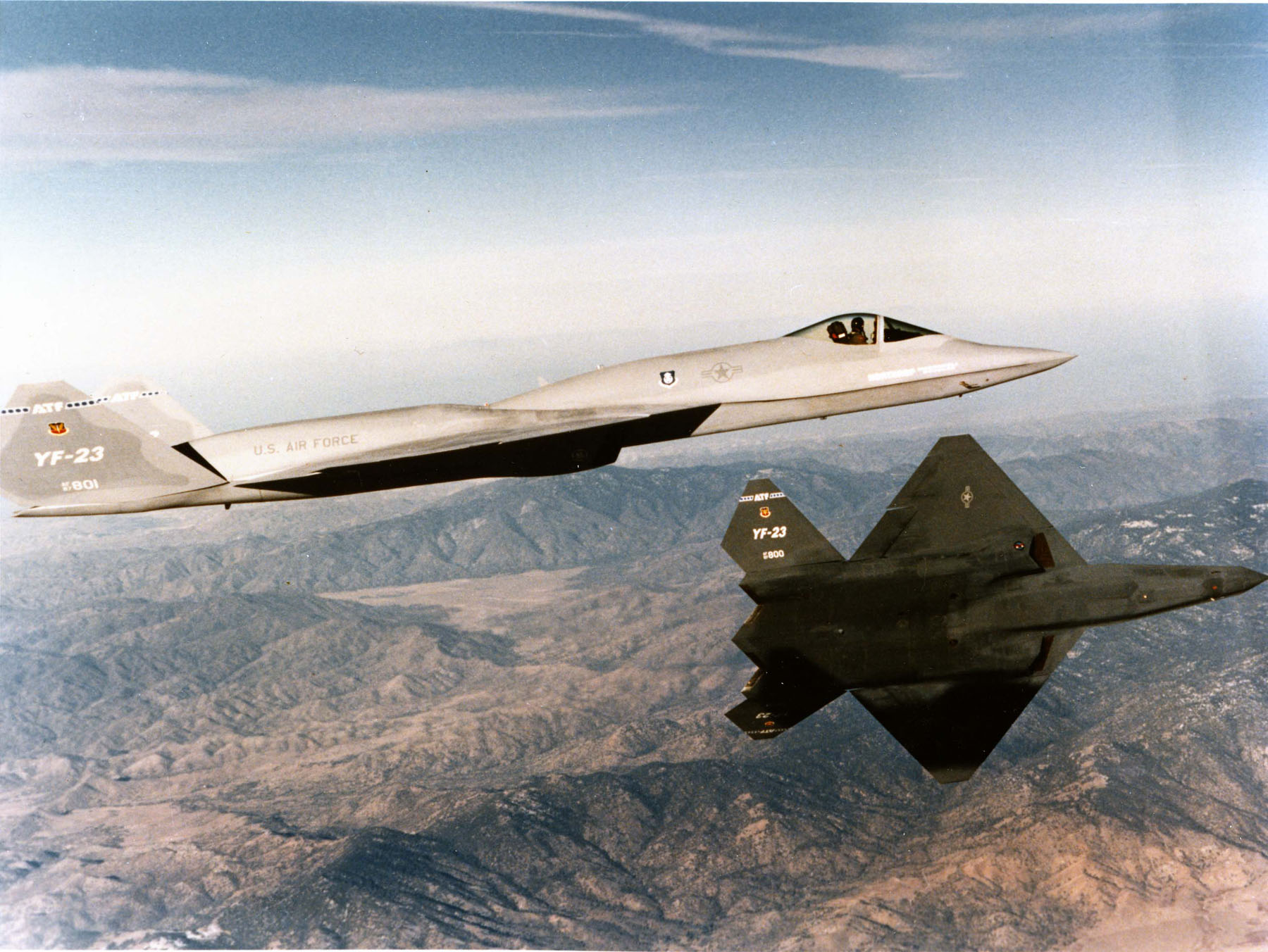
YF-23

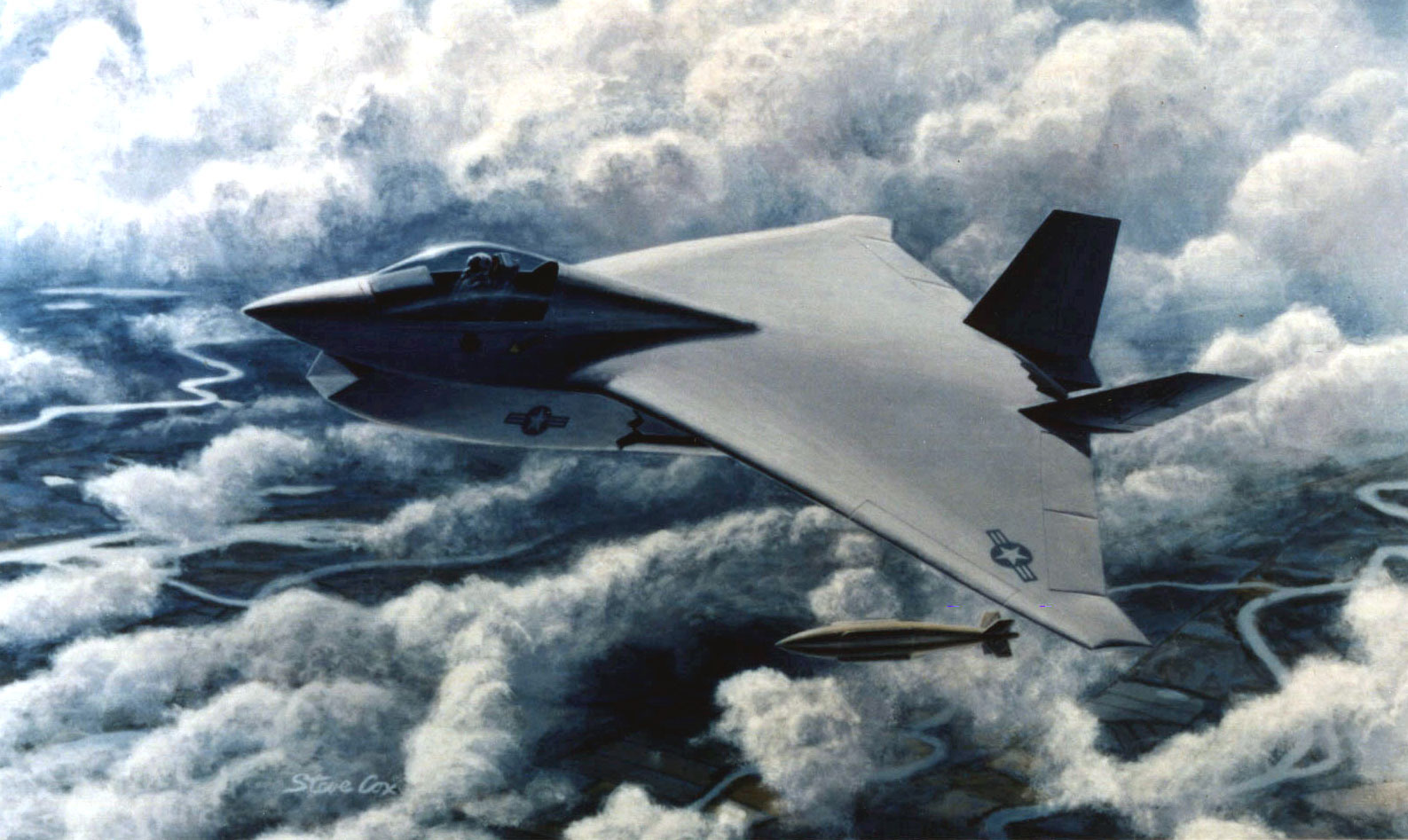
X-32

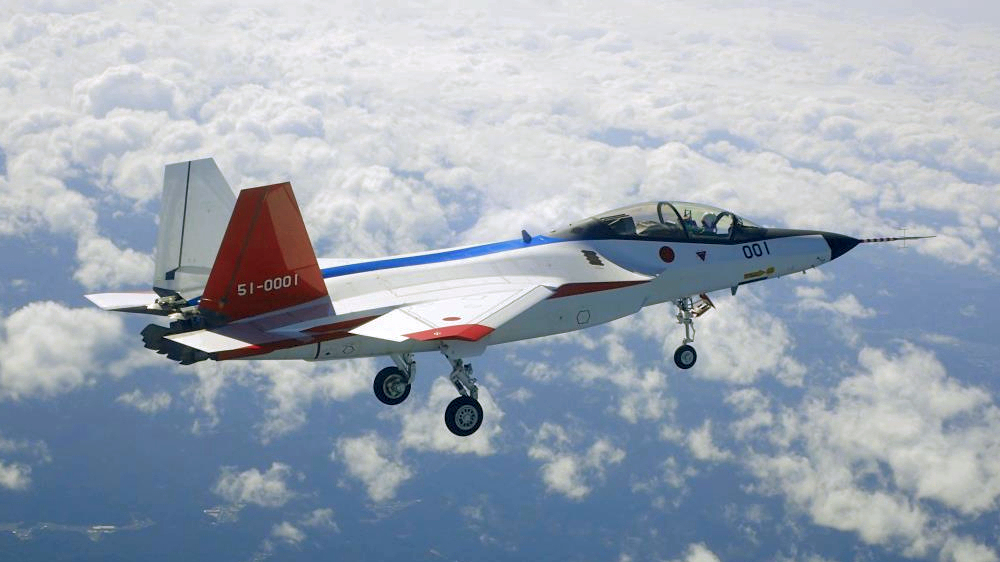
X-2

- フリューグシステーム 2020 スケールモデルのみ

 トルコ
- TF-X 開発中

 ロシア
- I-21（PAK FA）計画
  - Su-57
  - 1.27 計画のみ
- LMFS計画
  - LMFS 開発中
- LTS計画
  - Su-75 チェックメイト - 開発中

 ロシア/ インド
- FGFA 開発凍結

 インド
- AMCA 開発中